# زميقة
زميقة هي بلدة سعودية تقع في الجنوب الشرقي لمدينة الدلم.  تعرضت البلدة القديمة لكارثة طبيعية، حيث أدى سيل عرم في حوالي عام 1414هـ الى محو مبانيها الطينية. احتوت زميقة القديمة على معالم عمرانية معروفة.

## الموقع
تقع زميقة في الجنوب من مدينة الدلم، وهي منطقة منبسطة يوجد بها الكثير من المزارع والمشاريع الزراعية. تمتد حدودها من الريان جنوب الدلم إلى الخفس، ويحدها من الشرق عروق رملية تسمى الضاحي ومن الغرب العذار.

## السكان
يمثل سكان زميقة عن تمازج من الحضر والبدو، حيث إن سكانها مزارعون في القيظ وفي الربيع والشتاء يخرج السكان ذوو الأصول البدوية بينما يبقى بالبلدة الحضر.

## معركة زميقة
دخلت زميقة تحت الدولة السعودية الأولى في عام 1200 للهجرة (ابن بشر) أي بعد سنة من مبايعة الدلم والخرج واليمامة والحوطة لعبد العزيز بن محمد، قاوم أهالي زميقة الحملات العثمانية حيث وقفوا في وجه الحملة الأولى ولم تفلح في إخضاع البلدة ومنيت بخسائر جسيمة ويوجد بها قبور للأتراك، وفي الحملة الثانية قاوموا ثم لما عاد الأمام تركي بن عبد الله عام 1239 (ابن بشر) لحكم المسلمين بايعت البلدة الأمام تركي بن عبد الله، وتوجد وثائق لمراسلات الأمام تركي مع أمرائها، وفي عهد ابن رشيد كان أهالي زميقة في الجانب المعادي لابن رشيد.